# Woodstock (Connecticut)
Pour les articles homonymes, voir Woodstock.
Woodstock est une ville américaine du comté de Windham au Connecticut.
Appelée Wappaquaset par les amérindiens puis New Roxbury, la ville est renommée en référence à Woodstock en Angleterre. Elle devient une municipalité en 1686.

## Démographie
| 1820  | 1840  | 1850  | 1860  | 1870  | 1880  |
| ----- | ----- | ----- | ----- | ----- | ----- |
| 3 017 | 3 053 | 3 381 | 3 285 | 2 955 | 2 639 |

| 1890  | 1900  | 1910  | 1920  | 1930  | 1940  |
| ----- | ----- | ----- | ----- | ----- | ----- |
| 2 309 | 2 095 | 1 849 | 1 767 | 1 712 | 1 912 |

| 1950  | 1960  | 1970  | 1980  | 1990  | 2000  |
| ----- | ----- | ----- | ----- | ----- | ----- |
| 2 271 | 3 177 | 4 311 | 5 117 | 6 008 | 7 221 |

| 2010  | - | - | - | - | - |
| ----- | - | - | - | - | - |
| 7 964 | - | - | - | - | - |

Selon le recensement de 2010, elle compte 7 964 habitants. La municipalité s'étend sur 61,83 milles carrés (160,14 km2), dont 60,65 milles carrés (157,08 km2) de terres et 1,19 milles carrés (3,08 km2) d'étendues d'eau.